# شيلا ستيوارت
شيلا ستيوارت (بالإنجليزية: Sheila Stewart)‏ هي كاتبة سير ذاتية بريطانية، ولدت في 7 يوليو 1937، وتوفيت في 9 ديسمبر 2014.

## وصلات خارجية
- شيلا ستيوارت على موقع ميوزك برينز (الإنجليزية)
- شيلا ستيوارت على موقع ديسكوغز (الإنجليزية)